# Walter Model
Otto Moritz Walter Model (Genthin, 1891. január 24. – Duisburg mellett, 1945. április 21.), német tábornagy a második világháborúban. Remek védekező stratéga volt, innen is kapta  „A Führer tűzoltója” becenevet.

## Élete

### Az I. világháborúig
Model 1909-ben lépett a német császári hadseregbe zászlósi rendfokozatban. Az első világháború folyamán 1915-ben hadnaggyá léptették elő. Verdun ostrománál kitüntették, a csapatszolgálat mellett vezérkari és segédtiszti beosztásokat is betöltött. 1917-ben századossá léptették elő.

### A két világháború között
A vereség után is maradt a Reichswehrnél, ahol 1929-ben őrnagy, 1932-ben alezredes, 1934-ben ezredes. A nemzetiszocialista hatalomátvétel után a Wehrmachtban   a vezérkar műszaki osztályának vezetője lett. Ebbéli minőségben 1939. március 1-jén léptették elő vezérőrnaggyá.

### A második világháborúban
A lengyelországi hadjáratban a 16. hadsereg parancsnoka, majd az offenzíva után nyugatra vezényelték. 1940. április 1-jén nevezték ki altábornaggyá. A nyugati hadjárat során szintén a 16. hadsereget irányította, elfoglalva Verdunt, egykori harcainak színhelyét.

### A háború további szakasza
A Szovjetunió megtámadásakor harckocsizó csapatokat vezetett. Harcolt a kurszki ütközetben is, később sikeresen tartóztatta fel a szovjet hadsereg 1944 nyarán indított támadását. 1944-ben Günther von Kluge utódaként rövid ideig a nyugati front parancsnoka volt, szeptemberben pedig Rundstedtet váltotta fel a Belgiumból Hollandiába visszavonuló B hadseregcsoport élén. Az ardenneki offenzíva során katonái sikertelenül próbálták meg átvenni a kezdeményezést a szövetségesektől. A meggyőződéses náciként ismert Model, aki Hitler egyik kedvence volt, 1945 áprilisában, amikor csapatait a Ruhrnál bekerítették, öngyilkosságot követett el. Sírja a Vossenacki német katonai temetőben van.

## Külső hivatkozások
- Ki kicsoda? – Walter Model
- II. világháború – Tények, Képek, Adatok – Model, Walter

## Fordítás
- Ez a szócikk részben vagy egészben  a   Walter Model című angol Wikipédia-szócikk fordításán alapul.  Az eredeti cikk szerkesztőit annak laptörténete sorolja fel. Ez a jelzés csupán a megfogalmazás eredetét és a szerzői jogokat jelzi, nem szolgál a cikkben szereplő információk forrásmegjelöléseként.